# Siegmund L’Allemand

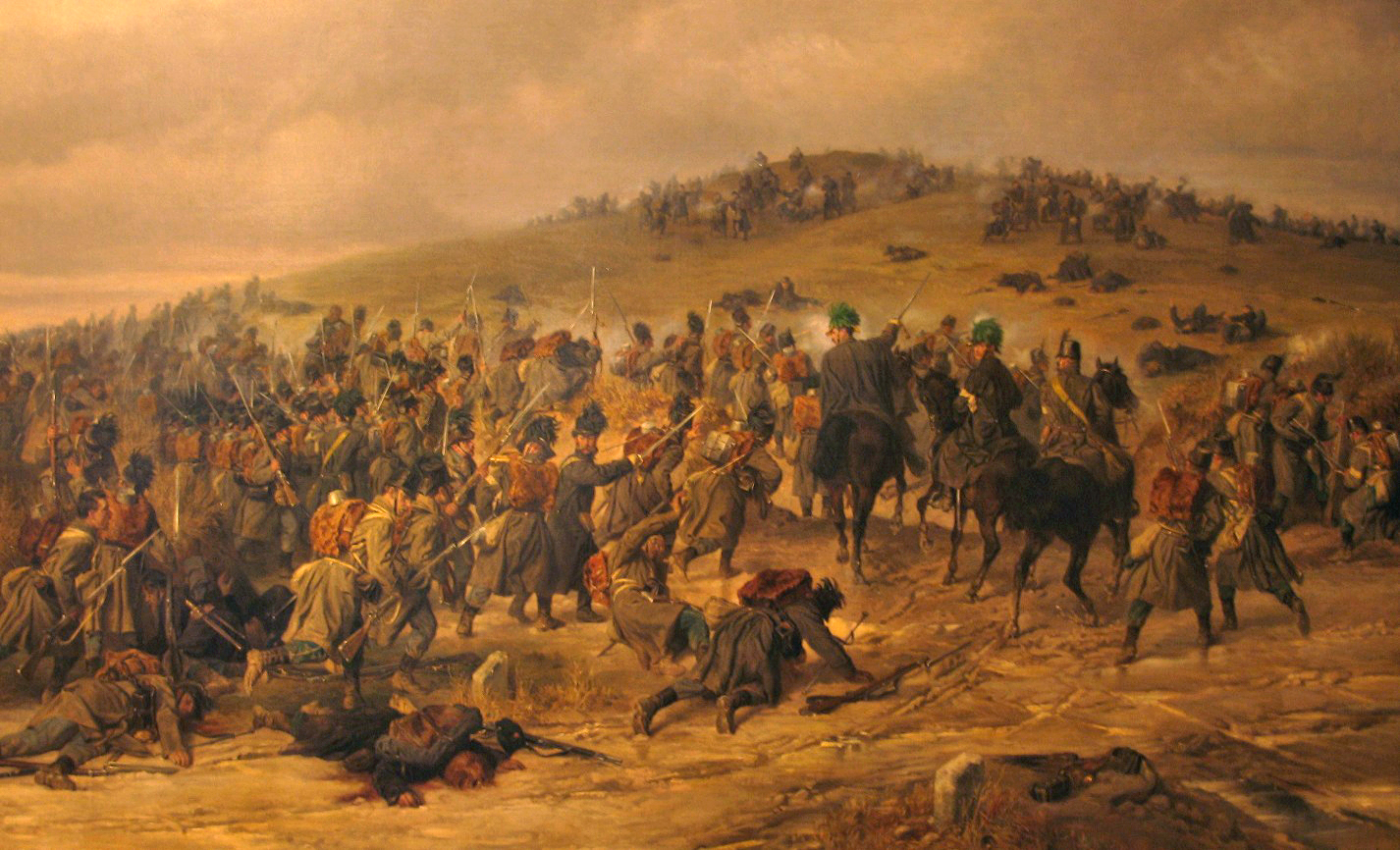
Die Erstürmung des Königsberges bei Oberselk durch das k.u.k. 18. Jägerbataillon am 3. Februar 1864

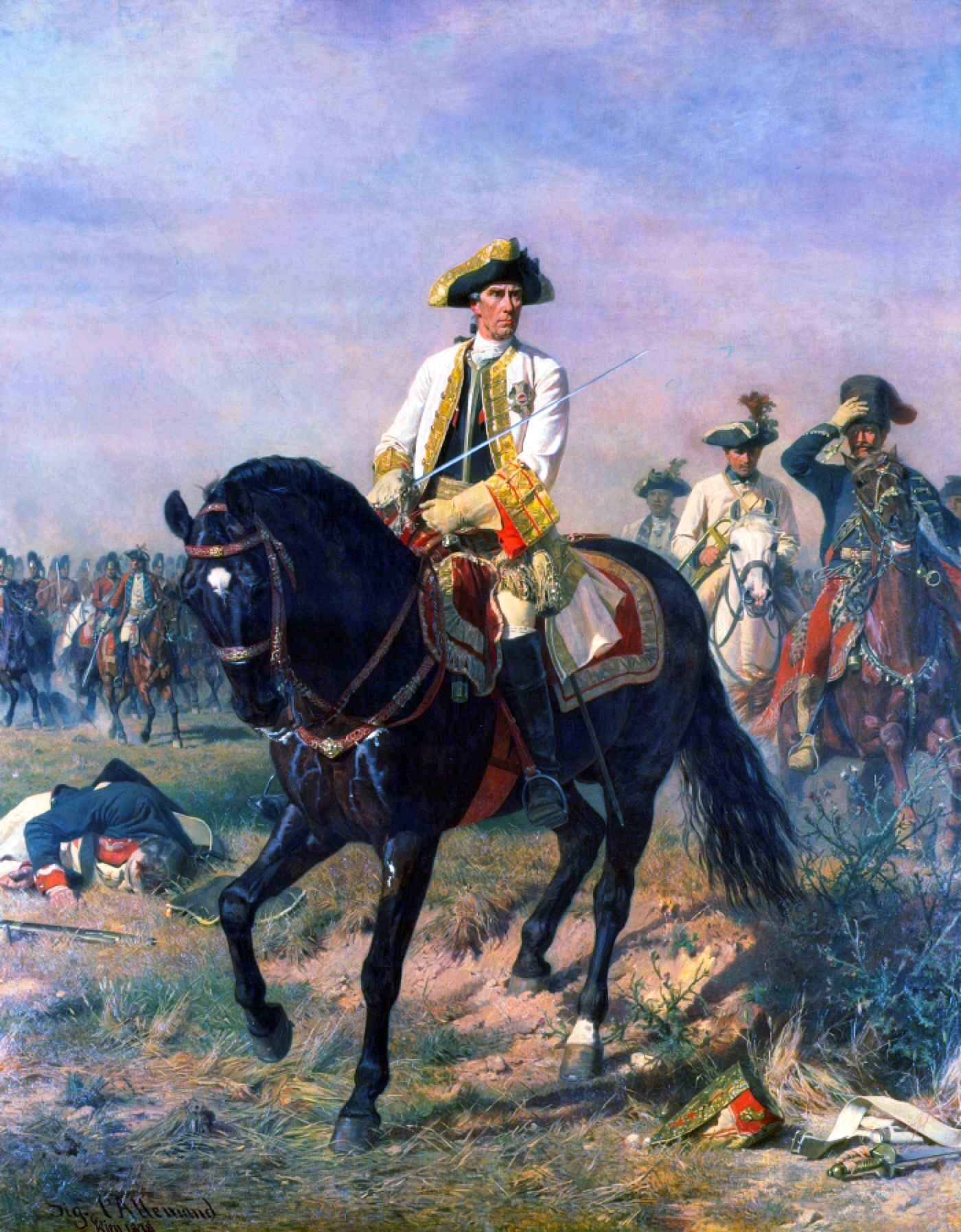
Gideon von Laudon über das Schlachtfeld bei Kunersdorf reitend

Siegmund L’Allemand (* 8. März 1840 in Wien; † 24. Dezember 1910 ebenda) war ein österreichischer Historien-, Schlachten-, Genre- und Porträtmaler.

## Leben
Siegmund L’Allemand, Sohn des Graveurs Thaddäus L’Allemand und ein Neffe von Fritz L’Allemand, begeisterte sich schon früh für die Malerei und empfing den ersten Unterricht von seinem Onkel, in weiterer Folge an der Akademie der bildenden Künste in Wien unter Christian Ruben und Karl von Blaas. Er betätigte sich vor allem als Historien- und Schlachtenmaler.
Ab 1864 war er Mitglied des Wiener Künstlerhauses, 1864 und 1866 nahm er als Kriegsmaler an den österreichischen Feldzügen im Deutsch-Dänischen Krieg und im Dritten italienischen Unabhängigkeitskrieg teil.
L’Allemand lehrte ab 1883 als Professor an der Akademie der bildenden Künste in Wien. Er war Mitglied jener Prüfungskommission, die im Oktober 1907 die Aufnahme Adolf Hitlers als Kunststudent in die Akademie ablehnte. Er war Mitglied der Akademischen Verbindung Deutscher Kunstakademiker Athenaia.
Siegmund L’Allemand wurde für sein Werk mehrfach ausgezeichnet, u. a. 1867 bei der Pariser Weltausstellung, 1876 mit dem Reichel-Preis und 1879 mit der Karl-Ludwig-Medaille. Er vollendete auch nicht fertiggestellte Gemälde seines Onkels Fritz L’Allemand.
Seine Grabstätte befindet sich auf dem Simmeringer evangelischen Friedhof.
Viele seiner Werke sind heute im Wiener Heeresgeschichtlichen Museum ausgestellt, u. a. das Monumentalporträt des österreichischen Feldherren Gideon Ernst von Laudon, über das Schlachtfeld bei Kunersdorf reitend. L’Allemand stellte das Gemälde 1878 zunächst für die Weltausstellung Paris her, erst danach wurde es im Heeresgeschichtlichen Museum gezeigt.

## Werke
- Die Erstürmung des Königsberges bei Oberselk durch das k.u.k. 18. Jägerbataillon am 3. Februar 1864. Öl auf Leinwand, 101,5 × 150,5 cm, Heeresgeschichtliches Museum, Wien.
- Einzug der Dampierre-Kürassiere in die Hofburg. Öl auf Leinwand, 78 × 106 cm, Heeresgeschichtliches Museum, Wien.[5]
- Gideon von Laudon über das Schlachtfeld bei Kunersdorf reitend. Öl auf Leinwand, 370 × 291 cm, Heeresgeschichtliches Museum, Wien.[6]
- Französische Offiziere auf dem Schlachtfeld von Magenta, gefallenen österreichischen Jägern Ehre bezeigend
- Illustrationen zu den von Quirin v. Leitner herausgegebenen „Gedenkblättern aus der Geschichte des österreichischen Heers“
- Episode aus der Schlacht bei Kolin, 1864
- Das Gefecht bei Översee
- Der Siegestag von Custozza
- Die Schlacht bei Caldiero
- Ankunft des Dragonerregiments Graf Sternberg in Wien